# Jonathan Latimer
Jonathan Latimer (* 23. Oktober 1906 in Chicago; † 23. Juni 1983) war ein US-amerikanischer Schriftsteller und Drehbuchautor. Eine gewisse Bekanntheit erlangte er durch seine Kriminalromane um den Privatdetektiv William Crane und seinen Roman Salomons Weinberg, der als geheimer Klassiker seines Genres gilt.

## Leben
Jonathan Latimer wurde am 23. Oktober 1906 in Chicago geboren. Er wuchs in Arizona und Illinois auf, wo er die Arizona's Mesa School und das Knox College in Galesburg besuchte. Seine Karriere begann er als Reporter, bevor er kurz darauf zur Schriftstellerei überging. In den 1930er Jahren schrieb er fünf Romane um den Privatdetektiv William Crane, einem martinigetränkten  Vertreter des „hedonistischen Flügels“ der hartgesottenen Privatdetektive (so die Selbstdarstellung der Hauptfigur), sowie ab Ende der 1930er Jahre fünf Bücher mit anderen Hauptfiguren.
Seine ersten Bücher wiesen einen starken Einfluss von Dashiell Hammett auf, sein 1941 publiziertes Werk Solomon's Vineyard (Salomons Weinberg) war dagegen sehr eigenständig; der leichte Ton der Crane-Reihe war verschwunden und wurde von düstergrauen und gewalttätigen Szenerien abgelöst. Das Werk brachte ihm einigen Ärger mit höheren Instanzen ein, erst 1988 durfte es in den USA in der Originalfassung veröffentlicht werden.
Ab 1938 entstanden für Paramount und Metro-Goldwyn-Mayer Drehbücher zu Kriminalfilmen, unter anderem für Der gläserne Schlüssel (1942) und Die Nacht hat tausend Augen (1948). Er schrieb auch für die TV-Serien Lone Wolf und Charlie Chan.
Den größten Teil des Zweiten Weltkriegs (1942–1945) diente Latimer in der Navy, danach zog er nach La Jolla, Kalifornien, wo er Raymond Chandler kennenlernte; außerdem gelang ihm ein sehr schneller und erfolgreicher Wiedereinstieg in die Arbeit als Drehbuchautor.
In den 1960er und 1970er Jahren arbeitete Latimer dann für das Fernsehen, unter anderem als Autor für die Kriminalserien Perry Mason und Columbo. Seine Tätigkeit setzte er bis zu seinem Tod durch Lungenkrebs im Jahre 1983 fort.
Alle seine Bücher wurden ins Deutsche übersetzt und sind (bis auf Nacht des Grauens) beim Diogenes Verlag erschienen.

## Filmografie
- 1939: The Lone Wolf Spy Hunt
- 1941: Topper 2 – Das Gespensterschloß (Topper Returns)
- 1942: Der gläserne Schlüssel (The Glass Key)
- 1948: Spiel mit dem Tode (The Big Clock)
- 1949: Der Agent aus der Hölle (Alias Nick Beal)
- 1942: Die Nacht hat tausend Augen (Night Has a Thousand Eyes)
- 1950: Flammendes Tal (Copper Canyon)
- 1951: Der Revolvermann (The Redhead and the Cowboy)
- 1951: U-Kreuzer Tigerhai (Submarine Command)
- 1953: Das geheimnisvolle Testament (Plunder of the Sun)
- 1953: Das Schiff der Verurteilten (Botany Bay)
- 1956: Zurück aus der Ewigkeit (Back from Eternity)
- 1957: Weib ohne Gewissen (The Unholy Wife)
- 1958: Besuch um Mitternacht (The Whole Truth)
- 1972: Columbo: Blumen des Bösen (The Greenhouse Jungle)

## Werke

### William Crane Reihe
- 1935: Mord bei Vollmond (Murder in the Madhouse)
- 1936: Wettlauf mit der Zeit / Unschuldig verurteilt (Headed for a Hearse), introduction by Max Allan Collins, New York : Penzler Publishers, 2022, ISBN 978-1-61316-280-4 (verfilmt als The Westland Case)
- 1936: Leiche auf Abwegen / Wer ist Alice? (The Lady in the Morgue)
- 1938: Eine Leiche im Paradies / Den Toten ist's egal (The Dead Don't Care)
- 1939: Rote Gardenien (Red Gardenias)

### Andere Werke
- 1937: Der enthauptete Großonkel (The search for my grand uncle's head)
- 1940: Verbotener Dschungel (Dark Memory)
- 1941: Salomons Weinberg (Solomon's Vineyard)

überarbeitete Version unter dem Titel The Fifth Grave (1950)
- 1955: Nacht des Grauens (Sinners and Shrouds)
- 1959: Die falsche Nonne (Black is the fashion for dying)